# Tzimentey
Tzimentey är en ort i Mexiko.   Den ligger i kommunen Huayacocotla och delstaten Veracruz, i den sydöstra delen av landet, 150 km nordost om huvudstaden Mexico City. Tzimentey ligger 1 472 meter över havet och antalet invånare är 446.
Terrängen runt Tzimentey är huvudsakligen bergig, men den allra närmaste omgivningen är kuperad. Runt Tzimentey är det ganska glesbefolkat, med 36 invånare per kvadratkilometer. Närmaste större samhälle är Texcatepec, 7,6 km sydost om Tzimentey. I omgivningarna runt Tzimentey växer i huvudsak städsegrön lövskog.